# Mark Wood (Gitarrist)
Mark Wood  (* 29. August 1954 in Newcastle-upon-Tyne) ist ein britischer Jazzgitarrist (akustisch und elektrisch). Er spielt auch Synthesizer.
Wood ist als Musiker Autodidakt und verließ die Schule mit sechzehn Jahren. Sein erstes Engagement hatte er mit Joe Harriott. 1981 arbeitete er mit Dudu Pukwana und gründete mit Dave Defries die Band Sunwind, die 1985 das Album The Sun Below vorlegte. Von 1982 war er bis 1988 Mitglied der Jazzrock-Band Nucleus, mit der er auf dem Album Live im Theaterhaus zu hören ist.
Wood nahm 1998 Trio-Improvisationen mit dem Schlagzeuger John Marshall (Schlagzeuger von Nucleus) und dem Tenorsaxophonisten Theo Travis auf (Album Marshall/Travis/Wood: Bodywork, 33 Jazz).
Er nahm auch später mit Theo Travis auf. Tom Lord verzeichnet 15 Aufnahme-Sessions von 1981 bis 2014.

## Lexikalischer Eintrag
- Ian Carr, Digby Fairweather, Brian Priestley: Rough Guide Jazz. Der ultimative Führer zur Jazzmusik. 1700 Künstler und Bands von den Anfängen bis heute. Metzler, Stuttgart/Weimar 1999, ISBN 3-476-01584-X.